# Hemipolygona mcgintyi
Hemipolygona mcgintyi is een slakkensoort uit de familie van de Fasciolariidae. De wetenschappelijke naam van de soort is voor het eerst geldig gepubliceerd in 1939 door Pilsbry.